# Traibuenas
Traibuenas  es una villa y concejo de la Comunidad Foral de Navarra (España). Situada en la margen derecha del río Aragón, pertenece al  municipio de Murillo el Cuende desde 1845, año en que su término y el de Rada fueron integrados en el mismo. Por ello pertenece al Partido judicial de Tafalla y a la Merindad de Olite.

## Geografía
El término limita con el concejo de Murillo el Cuende, al norte, con Santacara, al este, con el río Aragón, al sur, y con Caparroso, al oeste. Está a una distancia de Pamplona de 55 km.

## Historia
Traibuenas ha permanecido en régimen señorial hasta que en la primera mitad del siglo XIX desaparecen de este tipo de jurisdicciones. A consecuencia de ello, pasó a formar parte del municipio de Murillo el Cuende. Había formado parte del marquesado de Cortes.
En mayo de 1981, D. Luis de Silva y Azlor de Aragón, Duque de Miranda, y Dña. Germaine Bouchez, Marquesa de Narros, únicos propietarios de la localidad, vendieron a los arrendatarios las tierras que cada uno trabajaba y regalaron las casas y edificios a los colonos. La Diputación Foral de Navarra concedió ayudas para facilitar estas compra-ventas.
Posee una iglesia gótico-renacentista, bajo la advocación de San Juan Bautista, construida en el siglo XVI, que contiene un retablo barroco del siglo XVII.
En uno de los extremos del núcleo urbano se encuentra el palacio perteneciente al Duque de Miranda, construido en el siglo XVI sobre otro de sillería del siglo XIV, con torres en sus esquinas. Conserva una puerta ojival del siglo XV y antiguamente estuvo rodeado de un foso.
En su término se localiza el yacimiento romano llamado El Coscojal, donde se han encontrado vestigios de un alfar de cerámica común pigmentada.

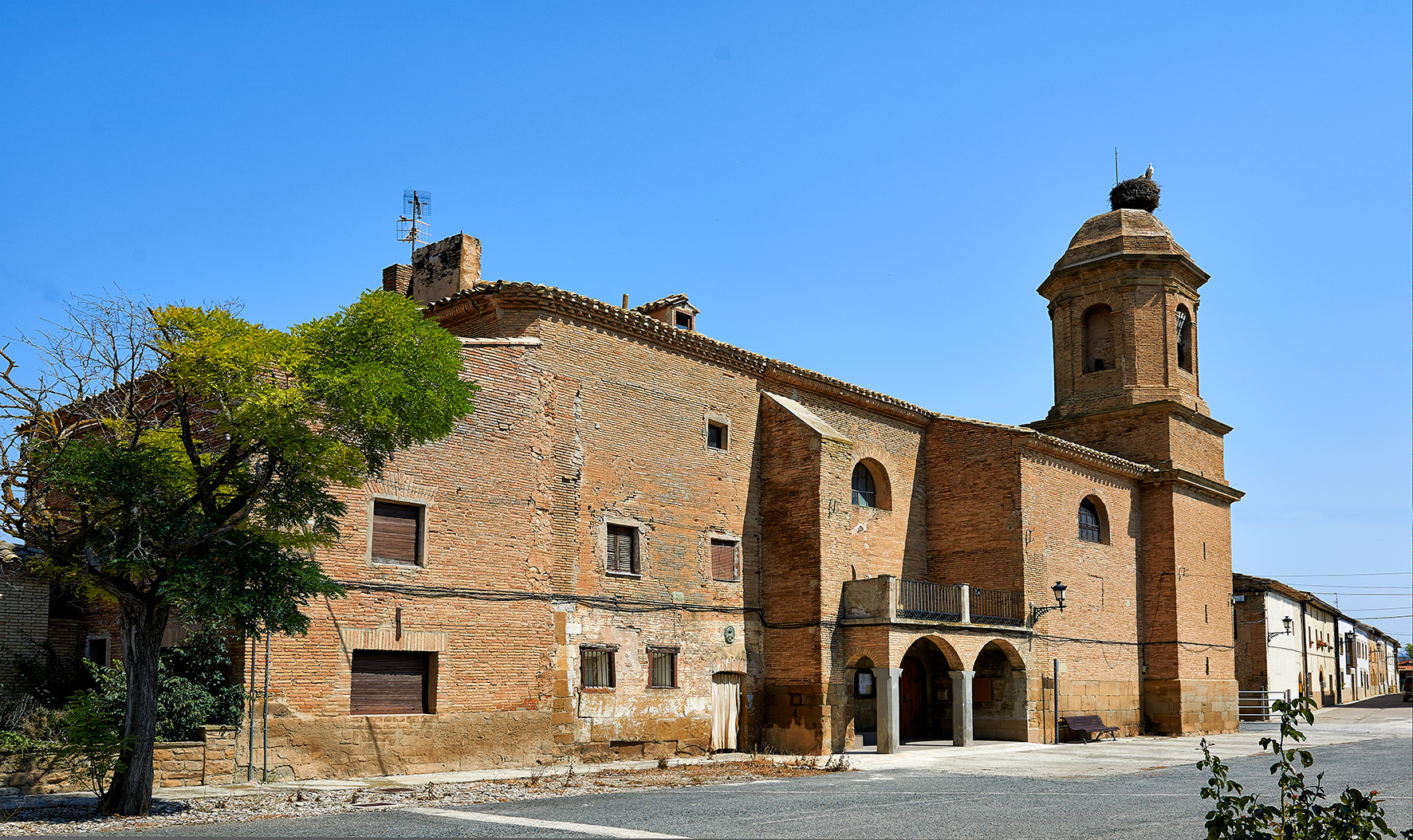
Iglesia de San Juan Bautista (S. XVI)

## Arte y arquitectura
Parroquia de San Juan Bautista: edificio de estilo gótico-renacentista de la primera mitad del siglo XVI con una nave de dos tramos, crucero y cabecera de forma pentagonal. Utilizan como cubiertas unas bóvedas estrelladas complejas, de nervios moldurados, con unas claves que están decoradas con querubines, serafines y bustos variados. Tiene un coro alto a los pies y una cubierta plana con placados del siglo XVIII. En su exterior muestra unos muros de ladrillo apoyados en una basamento de sillar y articulados por contrafuertes prismáticos.
Se conservan algunos retablos barrocos en su interior. El mayor está realizado en la hacia mitades del siglo XVIII con un único cuerpo con estípites entre los que se sitúa un lienzo del Bautismo de Cristo, que es muy similar al localizado en un convento de Estella. También se guarda una pintura de Cristo muerto acompañado de las Marías y San Juan, copia de Van Dyck.
Palacio cabo de armería: Es el único edificio civil que destaca, construida de planta casi cuadrada con cuatro torreones romboidales, en diagonal, adosados a sus ángulos. Conserva su primitiva fábrica del siglo XIV siendo visible en los muros de piedra de la parte inferior. En el siglo XVI se debieron añadir un par de cuerpos así como un ático de ladrillo. La portada de acceso es un sencillo arco levemente apuntado con enormes dovelas.
Carlos de Mauleón, hijo de Ladrón de Mauleón y Juana de Navarra, hija del mariscal Pedro y señor de Rada mandó construirlo a principios del siglo XVI. Según el Libro de Armería, Carlos de Mauleón traía sus armas de los mariscales, de Rada, Agramont, Enríquez de Lacara y Guevara y Mauleón.
Posteriormente, el señorío y el palacio eran patrimonio del ducado de Granada de Ega. 
En 1802 decía Abella: “Hay en ella un palacio de cabo armería propio del duque de Granada de Ega, como marqués de Falces señor del pueblo, que tiene cuatro torres muy elevadas foso alrededor”. 
En el siglo XIX dentro del palacio estaban instaladas la sala municipal y la cárcel.

## Fiestas
- Fiestas patronales de San Juan. Se celebran el fin de semana más cercano al 29 de agosto.